# Park Ji-young
Park Ji-young (ur. 1 października 1978) – południowokoreańska zapaśniczka walcząca w stylu wolnym. Zajęła piętnaste miejsce na mistrzostwach świata w 2001. Piąta na mistrzostwach Azji w 2003. Srebrna medalistka igrzysk Azji Wschodniej w 2001 roku.